# Chồn hôi mũi lợn Trung Mỹ
Conepatus leuconotus là một loài động vật có vú trong họ Chồn hôi, bộ Ăn thịt. Loài này được Lichtenstein mô tả năm 1832.
Loài chồn hôi này phân bố ở Trung Mỹ, và là một trong các loài chồn hôi lớn nhất, có thân dài lên đến 82,5 cm.

## Hình ảnh

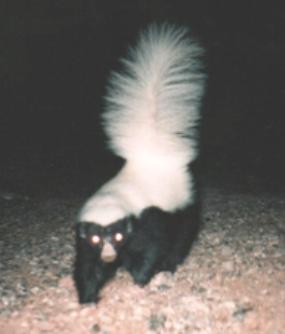
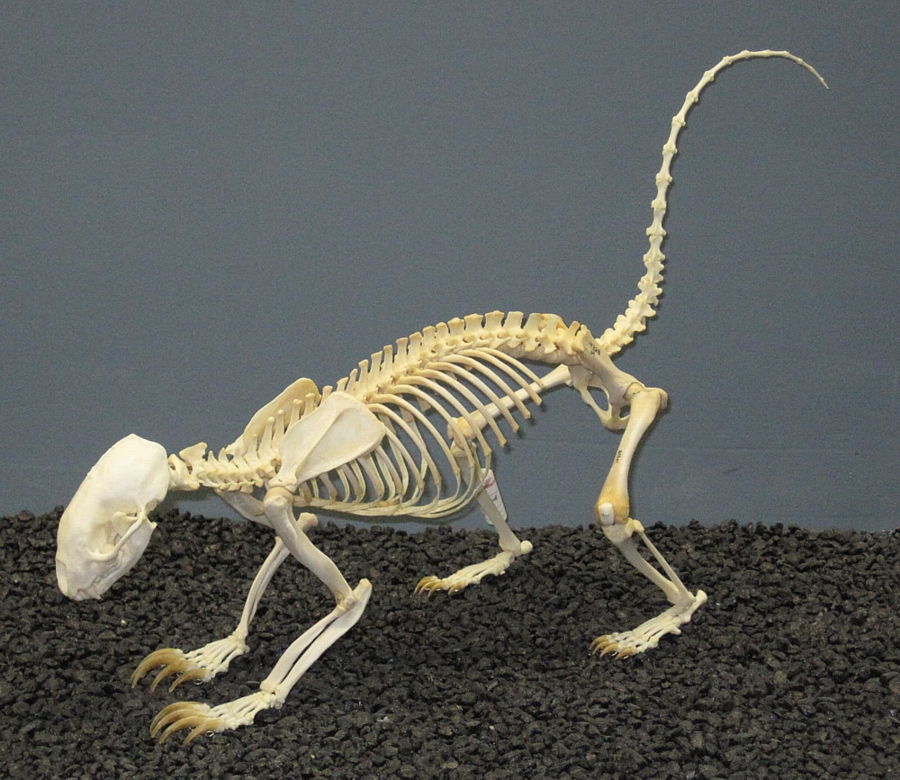